# Big River (filme)
Big River é um filme norte-americano de 2005 escrito por Atsushi Funahashi e Eric Van Den Brulle, e dirigido por Atsushi Funahashi.

## Sinopse
Três personagens, à deriva no interior dos Estados Unidos, estão em busca do autoconhecimento. São eles Ali, um muçulmano paquistanês que procura a esposa perdida; Teppei, um andarilho japonês cruzando o país; e Sarah, uma garota que ambos encontram num estacionamento de trailers. Perambulando sem destino certo por lugares inóspitos, seus espíritos erráticos se encontram em consonância. Esse road movie reúne pessoas diferentes entre si, mas que se vêem unidas por um sentimento de fraternidade universal.

## Elenco
- Kavi Raz - Ali
- Joe Odagiri - Teppei
- Chloe Snyder - Sarah